# سوفینو
سوفینو (انگلیسی: Sofyino) یک شهرک در شهرستان گافوریسکی استان باشقیرستان کشور روسیه است.